# Альмаден (місто)
Альмаден (ісп. Almaden) — місто та муніципалітет в Іспанії, входить в провінцію Сьюдад-Реаль, у складі автономного співтовариства Кастилія — Ла-Манча. Муніципалітет розташований у складі району (комарки) Вальє-Де-Алькудія. Займає площу 239,64 км². Населення 6288 осіб (на 2008 рік).
Світовий центр виробництва ртуті. По різних оцінках до 80 % всій ртуті у світі виробляється саме тут.